# 殺菌
殺菌（さっきん）とは、病原性や有害性を有する糸状菌、細菌などの微生物を殺し減少させる操作のことである。滅菌と異なるのは具体的な程度は定義されておらず、滅菌のような完全な効果は保証されていない。電磁波、温度、圧力、薬理作用などを用いて細菌などの組織を破壊するか、生存が不可能な環境を生成することで行われる。すべての種類の菌を殺さなくても、生物に悪影響を及ぼす細菌などの微生物が減少すれば殺菌とみなされる。主に病原体の除去（感染症の予防）、食品の鮮度保持などが目的で実行される。対象とする細菌などによっては効果が期待できない方法もある。人体や有益な生物への障害、高熱や腐食による装置の破損、食品の風味の変質などを引き起こすことがあるため、対象の細菌などの微生物に合わせて適切な方法を選択することが重要である。低温殺菌法のパスチャライゼーション（英語名: pasteurization）はルイ・パスツールからきている。

## 類似概念との違い
一般に「殺菌」は、消毒のことを言い、効能などを表記する際、殺菌と消毒をまとめて殺菌消毒などと言われたりするなど、ほぼ同じ概念として扱われてしまっていることが多いが、専門的には異なる概念である。その他、類似する概念として、除菌、抗菌などもあるが、これらも微生物学や医学、食品科学の分野において、意味が異なる概念である。この項目ではこの概念の違いにつき解説する。また、抗生物質の作用機序を表す言葉として殺菌や静菌という用語を用いることがある。市販の洗剤や消臭剤などにおいて、「殺菌」、「除菌」、「抗菌」を謳った製品が存在するが、滅菌のような完全な効果は保証されていない（商品の説明欄に「全ての菌・ウイルスに効果があるわけではありません」などと書かれているのはそのため）。

### 専門的な概念
具体量が定義されているのは「滅菌」のみである。

#### 滅菌
滅菌（sterilization 英語の語源は不妊手術のように、不妊化すること）は、有害・無害を問わず、対象物に存在しているすべての微生物およびウイルスを死滅させるか除去することである。実際には菌数が完全にゼロとすることは現実的ではないため、無菌性保証レベル（sterility assurance level, SAL）を満たすことをもって『滅菌した』とする。SAL≦10-6（滅菌操作後、被滅菌物に微生物の生存する確率が100万分の1以下であること）が国際的に採用されている。同じ概念が、日本薬局方においても「最終滅菌法」として採用されている。本記事で扱う殺菌、消毒、除菌、等の用語の中で、滅菌がもっとも厳重な方法であり、その用途は限定される。手洗いの際「ヒトの手指を消毒する」ことはできるが、ヒトの手指を滅菌しようとすれば、手指の細胞ごと全部殺すことになり、手指の滅菌は事実上不可能である。また、対象物をたとえ滅菌できても、一般的な外気に触れれば、再び菌が繁殖することになる。例えばカビの除去で、カビを滅菌した状態（俗に言う「カビの根」が残らない状態）にしたとしても、空気中に漂う胞子が再着落すれば、カビが再び増殖することになる。

#### 殺菌
殺菌 (microbiocidal effect, bacteriocidal-) は、文字通り菌を殺すことである。極端な話、1%の菌を殺し、まだ他の菌が99%残っている状態でも「殺菌」を達成したと言える。このため、滅菌のような完全な効果は保証されない。

#### 消毒
消毒 (disinfection) は、対象物を使用しても害のない程度まで対象物に存在している病原性のある微生物を、減らすことである。この手段として殺菌が行われることもあるが、殺菌せずに病原性を消失させることにより消毒が達成されることもあるので、殺菌や滅菌とは少し意味合いが異なる。

### その他の概念
以下は学術的な専門用語としてはあまり使われず、より噛み砕いた、あるいは曖昧な意味で用いられることがある。

#### 除菌
除菌は、対象物から菌を除いて減らすことである。手を水で洗うことから、濾過などにより菌を取り除くなど、様々な程度の範囲がある。対象や程度を含まない概念である。

#### 抗菌
抗菌 (antimicrobial effect, antiseptic, antibacterial-) は、（細）菌の増殖を阻止することである。繁殖を阻止する対象や程度を含まない概念。経済産業省の定義では、対象を細菌のみとしている。そのため日本工業規格の抗菌仕様製品では、かび、黒ずみ、ヌメリは、効果の対象外になっている。JIS Z 2801

#### 防カビ
防カビ (antimicrobial effect, anti-mould) は、真菌の増殖を阻止することである。繁殖を阻止する対象や程度を含まない概念であり、対象を真菌のみとしている点が異なる。数菌にのみ効果があるものから、数百種類に効果のあるものもあり、持続期間もメカニズムもまちまちである。ぎりぎりJIS規格（JIS Z 2911）レベルの数菌にのみ効果がある防カビ剤を一般住宅で用いても、発生するかびの種類が多いため、防止効果は期待できない。防カビ表示があってもカビが発生するのはこのためである。少なくとも建築物に発生する恐れのあるカビ全てに対応できるタイプでなければ、カビを防止することは出来ない。殺菌や除菌に用いる次亜塩素酸ナトリウムや消毒用エタノールは、直ちに殺菌効果がなくなるため、塗布しても継続的な防カビ効果は無い。

### 殺菌と相対する概念

#### 静菌
静菌 (microbiostatic effect, bacteriostatic-) は、菌を殺さないがその増殖を止めること（低温保存、乾燥など）である。対象や程度を含まない概念である。

## 方法による分類
この項目では、殺菌の方法について解説する。ただし、消毒法・滅菌法などが混在して書かれているので注意が必要。上述したように殺菌と消毒は意味合いが異なるため、消毒法に限定した方法は消毒剤に別記している。該当項目を参照のこと。
殺菌する方法には、大きく分けて、物理的な方法によるものと、化学的な方法によるものがある。

### 物理的な方法

#### 高温処理
高温処理することによって殺菌が可能である。微生物は有機物から構成されるため、特に水分存在下で加熱（湿熱）すると死滅しやすい。ただし、一部の細菌が作る芽胞は極めて耐熱性が高く、100℃で沸騰させても死なないため、滅菌する際には、100℃より高い温度を用いる必要がある。
焼却
（滅菌）有機物を完全に燃焼させる。最も確実な方法ではあるが、対象物も同時に喪失してしまうため、実用的とは言い難い。通常では伝染病の発生時に、病原微生物で汚染されたもの（衣服や紙や遺体など）を処分する目的で用いる。
火炎滅菌
ライター、ブンゼンバーナー、アルコールランプの火炎で対象物を直接加熱して滅菌する方法。微生物培養時の柄付きバリ、ピンセットなどに用いる。
乾熱滅菌
滅菌用のオーブンで180℃30分あるいは160℃2時間加熱する。水分を含まない耐熱性の器具（金属製のメスやピンセット、ガラス製品）に対して用いる。

高温高圧滅菌（オートクレーブ）
オートクレーブと呼ばれる装置を用いて、飽和水蒸気中で121℃2気圧15分以上（通常20分）加熱する。湿熱で芽胞を死滅させるため、圧力を上げて100℃以上の温度にする。乾熱滅菌の高温には耐えられない樹脂製品器具やろ紙、本や書類、水分を含む培地などの滅菌に最も適している。逆に、濡れると都合の悪い器具には不向きである。また、対象物によっては、115℃1.7気圧30分以上の加熱でよい場合や、非常に病原性の高いもの（異常プリオン）に対しては、133℃3気圧で1時間も加熱する場合もある。

間欠滅菌
煮沸したあと一晩室温で放置して再び煮沸、さらにもう一晩放置後煮沸する方式。細菌の芽胞が、増殖に適した環境になると通常の菌体に戻ることを利用したもの。オートクレーブできない培地などに用いる。実施するには単純計算で3日かかるため、最近はあまり用いられていない。
水の煮沸
汚物などに接した水は、コレラ・腸チフス・赤痢などを引き起こす。また寄生虫の問題も引き起こす。それらを防ぐために、古代から水を一旦沸騰させてから飲む、ということが行われている。現代でも多くの地域で安全な飲料水が確保しづらく、そのような地域では飲用水は飲む前に一旦沸かすことが重要である。
熱湯消毒
台所用品、調理用品、ソフトコンタクトレンズなどに用いる。コンタクトレンズ用の器具では、家庭で簡便に使えるようにコンセントと一体になった小型の器具などもある。
低温殺菌（パスチャライゼーション）
（消毒）100℃以下の温度（42,60,80℃など）でやや長時間(30分 - 数時間)かけて加熱処理する。オートクレーブなどの滅菌処理で変質してしまう食品や牛乳などの消毒殺菌に用いる。
高温殺菌
蒸気を利用し、100℃以上の湿熱で加熱する。耐熱性の芽胞を死滅させることができる。
超高温殺菌
120℃以上の湿熱で加熱する。缶詰の殺菌、LL(ロングライフ；長期保存可能)牛乳の殺菌などに用いられる。

#### 電磁波
対象物に強い電磁波を照射し、細菌やウイルスなどの遺伝子を破壊して死滅させる。
電子レンジも電磁波の応用で、実際に殺菌に利用されるが、その作用機序は電磁波そのものの作用というよりも、照射によって物質に生じた熱による低温湿熱殺菌である。
紫外線殺菌
（滅菌あるいは消毒）照射量によっては十分な殺菌力が期待されるが透過性が低いため、光の浸透しない（影になる）部分には効果がない。実験台やクリーンベンチの机表面に照射したり、スリッパや器具の保管庫、クリーンルームの消毒殺菌灯に利用される。一部の飲料の製造工程では流路に照射して殺菌することもある。300-200nmの紫外線を利用し、254nmが最も効果的である。
不完全ながら、太陽光を用いて殺菌する方法もあり、太陽水殺菌 (Solar water disinfection、SODIS)と呼ばれている。災害時など飲料水の確保が困難な場合に、ペットボトルなど透明な容器に入れた水を太陽光に晒すことで殺菌する。WHOやUNICEF、赤十字国際委員会が推奨する。
この場合は煮沸と異なり、必要なエネルギー、燃料が無くて済む。
エックス線滅菌、ガンマ線滅菌
（滅菌）殺菌力が強くまた物質への透過性も高いため、滅菌用途に用いられる。ただし放射性物質を取り扱う必要があるため、利用できる施設は限定される。熱に弱いプラスチック製品（注射筒・輸液用チューブなど）を大量に製造する工場などで利用される。
日本では1970年から使い捨て注射器で認められるようになった。
電子線殺菌
（滅菌）カテーテルやメスなど医療器具の殺菌に利用される。透過力が弱いため、小型の器物にしか応用できないが、ガンマ線より扱いやすいことから、ディスポーザブル(使い捨て)となる製品に、ガンマ線と使い分けられ広く利用されている。
パルス光殺菌
GPセンターでの鶏卵の殺菌など
なお、電磁波には殺菌以外の有用な効果があるため、その効果を期待して用いられることがある。例えば、菌が増殖する際に発生する有機脂肪酸などによる悪臭に対しても、原因物質を分解し消臭する効果がある。また、食品に放射線を照射する場合（食品照射）もあるが、殺菌目的での食品照射は2005年現在日本では認められておらず、ジャガイモの発芽阻止目的の照射に限られている。

#### 濾過滅菌
液体や気体を、特殊なフィルターで濾過する。フィルターにある孔の径よりも大きな微生物はフィルターを通過できないために除去される。細菌用メンブランフィルターや中空糸膜などが使用される。ただしマイコプラズマなどの小型の不定形細菌やウイルスなどには無効である。

#### 高圧、真空など
高圧殺菌
（滅菌あるいは消毒）超高圧処理による殺菌
真空パック
（滅菌でも消毒でもない静菌作用）好気性の細菌の増殖を止め死滅させる効果があるが、嫌気性細菌には無効。

#### 通電殺菌
対象に直接電界や電流を印加し、クーロン力による物理作用、電気化学反応による抗菌物質の毒性、により殺菌を行なう。

### 化学的な方法

#### ガス滅菌
（滅菌）エチレンオキシドやホルムアルデヒドなどのアルキル化剤の気体（ガス）や、酸化剤であるオゾンの中に、対象物を静置して滅菌する。熱に弱い器具の滅菌にエチレンオキシドが用いられる。また汚染した建物の滅菌にホルムアルデヒドガス（ホルマリン燻蒸）が用いられる。ただし使用するガスは人体に有害なものが多いので、対象物へのガスの残留や、処理終了後の排気には注意を要する。

#### 殺菌剤、殺菌消毒薬
これらは通常、液体あるいは水溶液として消毒の目的で用いられることが多い。ただし、重金属化合物や一部の殺菌剤は樹脂やセラミックなどに混ぜて使うことで抗菌樹脂、抗菌セラミックなどとして用いられることがある。
エタノール、イソプロピルアルコール
（消毒）細菌の細胞膜やウイルスのエンベロープの破壊、タンパク質の凝固作用による。エタノールは細菌には70％程度、ウイルスでは100%の濃度が最も効果が高い。イソプロピルアルコールは30～50%で用いる。ノロウイルスやロタウイルスなどのノンエンベロープウイルスには効きにくい。
フェノール、クレゾール
（消毒）タンパク質の凝固作用。
逆性石鹸（塩化ベンザルコニウム、塩化ベンゼトニウム）、両性石鹸（塩酸アルキルジアミンエチルグリシン、グルコン酸クロルヘキシジン）
（消毒）表面張力低下による細胞膜の障害、タンパク質を凝固・変性させ、菌を死滅させる。通常の石鹸と反応すると殺菌力が失われるので注意する。
酸化剤
細胞の成分を酸化し、機能を阻害する。
アルキル化剤
生体高分子にあるアミノ基をアルキル化する。
（消毒、滅菌）ホルムアルデヒド
（消毒）グルタルアルデヒド（グルタラール）
ハロゲン化合物
塩素化合物
（消毒）次亜塩素酸ナトリウム、二酸化塩素、さらし粉など。
ヨウ素化合物
（消毒）ヨードチンキ…ヨウ素 - ヨウ化カリウム溶液とエタノールを混ぜたもの。
（消毒）ポビドンヨード、イソジン液…界面活性剤であるポリビニルピロリドンとヨウ素の結合体。うがい薬として最もよく知られている。
過酸化物
（消毒、滅菌）オゾン
（消毒）過酸化水素 - 3％水溶液はオキシドールとして殺菌消毒用に市販されている
アクリノール
（消毒）アクリニジウムイオンによる呼吸酵素の阻害。
酸・アルカリ
生石灰、消石灰
（消毒）安価で大量に入手し得るので、水害時の土壌・建物等の消毒、家畜伝染病発生時の建物・車両・器具等の消毒に用いられる。強アルカリであれば十分であるので炭酸ナトリウム等も用いられる。
ホウ酸
（消毒）タンパク質の沈殿作用がある。眼科のみに使用。

重金属化合物
（消毒）金属イオンを添加した各種製品の他、調理用品や配管などに銅製の製品を用いることがある。
水銀化合物
塩化第二水銀（昇汞）
毒性が高く現在では用いられてはいないが、過去多用された。
マーキュロクロム液
通称「赤チン」。水銀イオンが細菌の酵素阻害を起こす。
銀化合物
銀イオンと、多くの細菌の持つ硫黄との強力な親和性を利用して殺菌する。銀イオンはごく微量でも効果を発揮するが、具体的な殺菌力に関しては諸説ある。また貴金属を含みコストが高い。
銅化合物
銀化合物と同様の作用により殺菌する。銅は安価であるが、多量に摂取した場合や、微量でも長期間にわたり摂取した場合は人体に蓄積し悪影響があるため、広く用いられてはいない。家庭用としては排水口のゴミ受けや生ゴミ受けなどが製品化されている。
その他
トリクロサン
（消毒）分子中の塩素原子による酸化作用、細菌の脂質代謝阻害作用。
この他、カテキンなどのポリフェノールや、ペパーミントやユーカリなどの植物精油、わさびやしょうがなどの香辛料にも殺菌効果が認められるものがある。

## 対象物による分類

### 医療、理容など
- 医療、理容器具
- 皮膚、粘膜など、人体の組織に直接用いるもの

### 食品
- 飲料水
- 牛乳
超高温殺菌（130℃,2秒間）、高温殺菌（72～85℃,15秒間以上）、低温殺菌（62～66℃,30分間以上）の3種類がある。
- 液卵
加工食品用の卵。卵殻にサルモネラ菌が付着することが多いため殺菌処理を行う。
- 保存食
  - 缶詰、瓶詰、レトルト食品
容器に密封し、加熱、加圧して殺菌する。

### 飲料用以外の水
次亜塩素酸ナトリウムなどを添加することにより殺菌を行う。
プール
衛生上の観点から次亜塩素酸ナトリウムを0.4〜1.0ppm保持しなくてはならない。使用の前後に、消毒槽などと呼ばれる高濃度の殺菌剤を添加した水槽に浸かることがあるが、こちらは皮膚に障害を与えるとして、学校では使用を取りやめるところもある。
公衆浴場、温泉
不十分な殺菌のため、レジオネラ菌などの繁殖が問題となっている。

### 靴
殺菌よりも消臭、乾燥を目的とする意味合いが強い。

### 台所用品、調理用品
熱湯による殺菌や、漂白剤、殺菌剤（次亜塩素酸ナトリウムが主成分）を用いることが多い。業務用では紫外線殺菌灯やオゾンも用いられる。

### 建築物・住宅
主に次亜塩素酸ナトリウムやエタノールによるカビの除去を行う。

### 下水処理用
下水処理水や浄水での病原菌の殺菌には塩素系殺菌が古くから用いられてきた。クリプトスポリジウムなどの新たな殺菌の必要性から、オゾン殺菌、紫外線殺菌などが検討されている。
まず、塩素消毒はほとんどの下水処理場では塩素消毒が採用されている。病原性大腸菌の消毒には有効な手段と考えられている。原虫やウイルスにおいて、塩素耐性が知られている。
また、オゾン消毒は欧米で水道水の消毒に用いられており、日本で塩素消毒が法律で規定されているため、水道水への適用は脱臭に限定されている。下水処理やプールの消毒や食品工場の空気の殺菌などに用いられており、細菌の殺菌だけではなく塩素消毒に耐性のある原虫シストやウイルスに効力を発揮する。
そして、紫外線殺菌も食品工業、医療品工業など様々な分野で利用されている。水銀灯が用いられ、紫外線を発生させ、波長250～260nmの紫外線を使用し微生物の核酸構造を破損し死滅させ、細菌、ウイルスなどすべてを殺菌する。

## 無菌作業のための装置
- 無菌箱
- クリーンベンチ
- 無菌室

## 問題点
- 電磁波や化学物質による障害、過度の殺菌・潔癖志向による免疫力の低下など、人体に与える影響が考えられる。
- 微生物が薬剤耐性を持ち、殺菌の効果が薄れる可能性がある。
- 食中毒の場合、殺菌を行っていても細菌類が生成した毒素により発症することがある。（ボツリヌストキシンなど）